# 국가수리

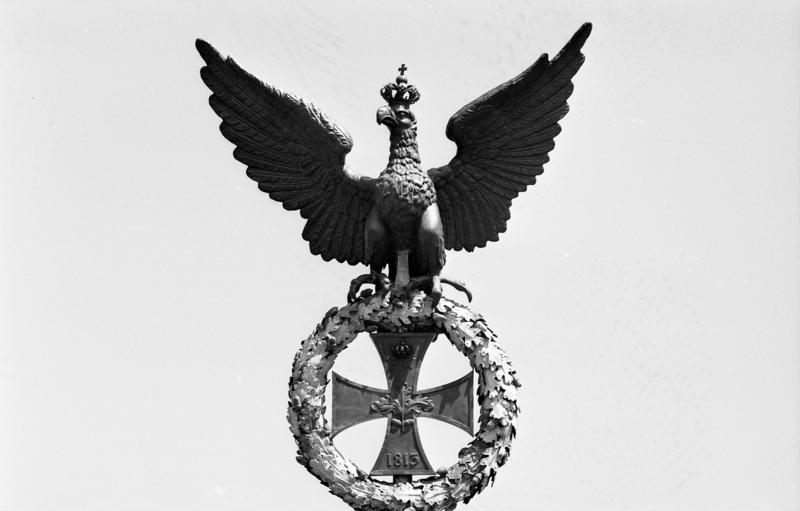
브란덴부르크 문의 "승리의 콰드리가 전차상"의 일부인 국가수리. 독일의 또다른 상징인 철십자를 붙잡고 있다.

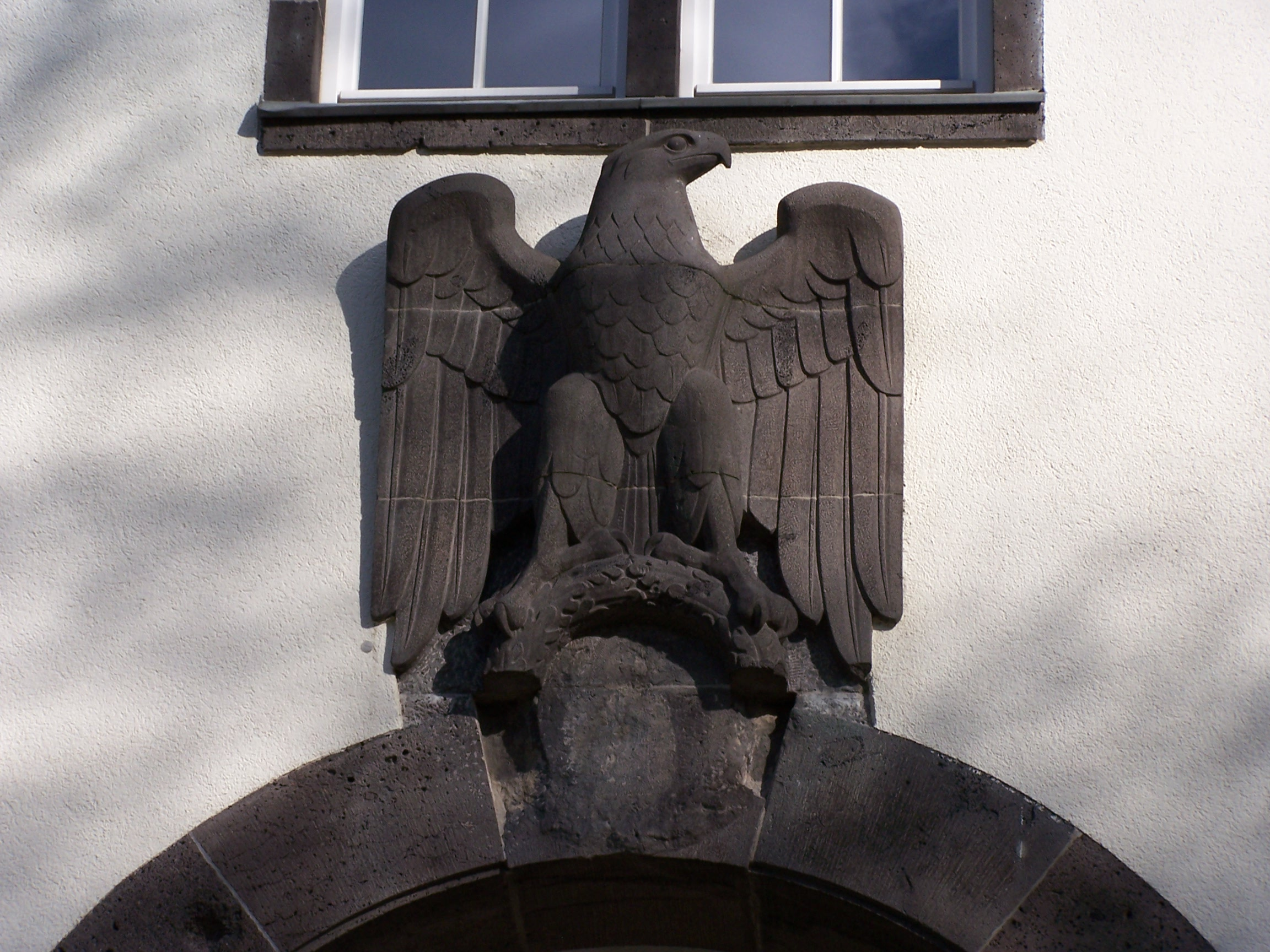
다름슈타트에 소재한 나치 독일 시기의 당수리 조각. 발로 붙잡고 있던 하켄크로이츠가 철거되어 있다.

국가수리(독일어: Reichsadler 라이히스아들러[*])는 독일계 국가(라이히)들에서 전통적으로 국장으로 사용한 검은색 수리이다. 고대 로마의 검독수리 기에서 파생되어 신성로마제국 황제들이 사용한 것을 시초로 그 뒤 독일 제2제국, 오스트리아 제국, 바이마르 공화국, 나치 독일에서도 흑수리를 국장으로 사용했다. 중세에 쌍두수리가 사용되기도 했지만 근세 이후 국가수리는 오른쪽(보는 사람 입장에서는 왼쪽)을 바라보는 단두수리의 모습을 하고 있다. 나치당은 왼쪽을 바라보는 당수리(독일어: Parteiadler 파르타이아들러[*])를 상징으로 사용했다.
오늘날 현대 독일연방공화국과 현대 오스트리아 공화국에서도 각각 흑수리를 국장으로 사용하는데, 현재 두 국가의 국장은 국가수리가 아닌 연방수리(독일어: Bundesadler 분데스아들러[*])라고 달리 불린다.

## 그림 목록

호엔슈타우펜 가 신성로마황제들의 문장(1157년-1197년).
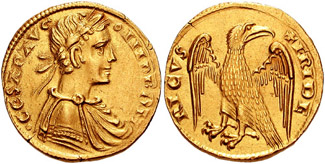
프리드리히 2세(재위 1197년-1250년)가 발행한 주화의 뒷면에 새겨진 수리
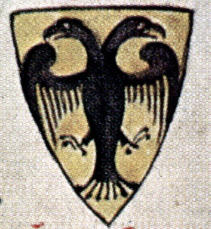
오토 4세의 문장(13세기)에 나타난 쌍두수리 형태의 국가수리.
룩셈부르크 가 출신의 지기스문트 신성로마황제의 문장(1433년)
1510년경 신성 로마 제국의 국장. 국가수리의 깃털마다 제국의 제후국들의 문장들이 달려 있다.
폴란드의 아우구스트 3세(재위 1734년-1763년)의 문장. 아우구스트 3세는 신성로마제국의 제후인 작센 선제후로서는 "프리드리히 아우구스트 2세"였다.
오스트리아 제국의 국장(1904년-1867년).
독일 제2제국의 국가수리(1888년-1918년)
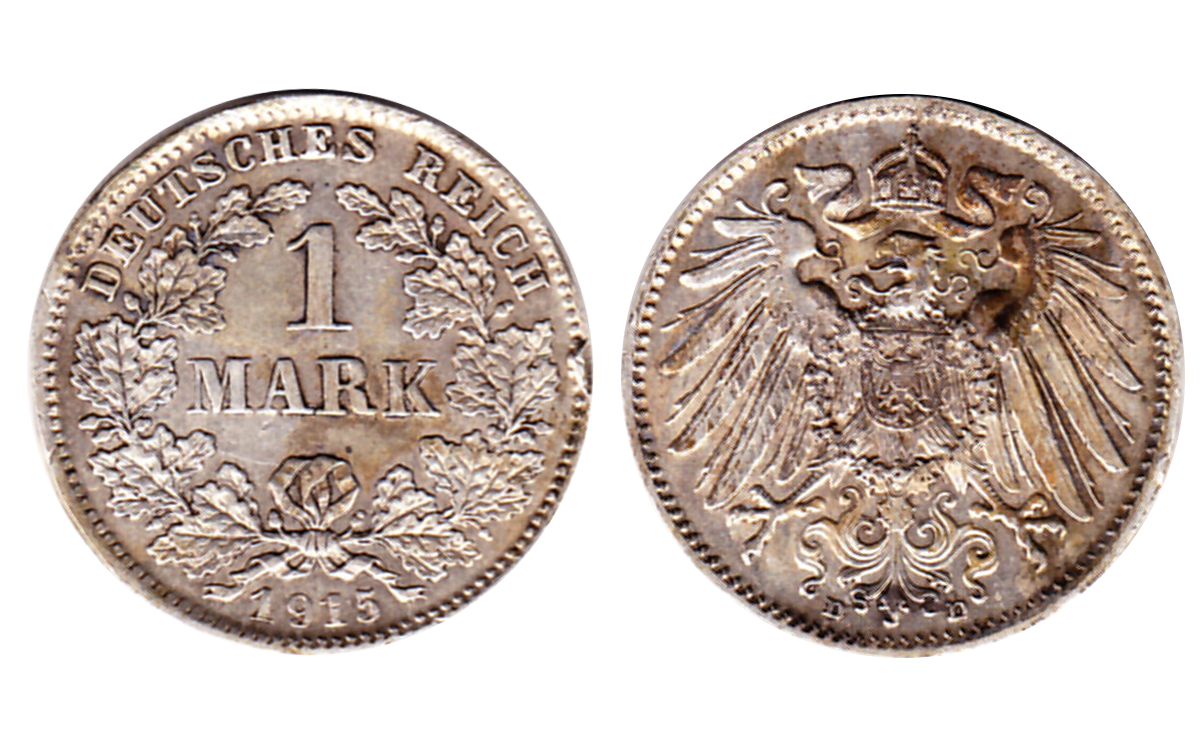
1915년 발행된 1마르크 주화의 뒷면에 새겨진 국가수리.
바이마르 공화국의 국가수리(1919년-1927년)
바이마르 공화국 국가내각 및 정부기관의 국가수리.
나치 독일의 국가수리(1935년-1945년)
나치당의 당수리
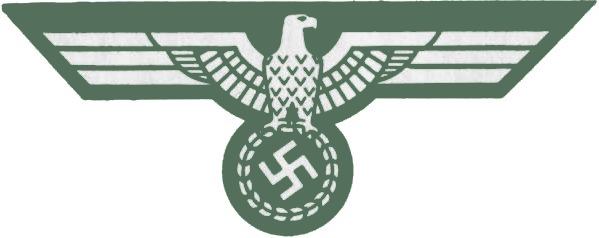
독일 국방군의 인식표로 사용된 당수리. 군복 흉부에 부착하기에 흔히 브레스트 이글(breast eagle)이라고 부른다.
현대 오스트리아 공화국의 연방수리(1945년-현재)
현대 독일연방공화국의 연방수리(1949년-현재)
현대 독일연방공화국 연방대통령 상징기의 연방수리
현대 독일연방공화국 연방내각 및 정부기관의 연방수리
현대 독일연방공화국 상원의 연방수리.
현대 독일연방공화국 하원의 연방수리.

## 같이 보기
- 오스트리아의 국장
- 독일의 국장
- 프로이센의 국장
- 러시아의 국장
- 쌍두수리